# Dongmeng
Le dongmeng (ou changpaoyao, autonyme, toŋ1nu2 ou toŋ1m̥uŋ1, tɤ m̥oŋ1) est une langue hmong-mien parlée dans le xian de Libo, dans la province de Guizhou en Chine, par 411 Yao.

## Classification interne
Le dongmeng appartient au sous-groupe bunu des langues hmong de la famille des langues hmong-mien.
Meng classe le dongmeng dans un sous-groupe avec le numao. Niederer signale que ses informateurs disent ne comprendre qu'un peu le numao.
En Chine, les Dongmeng, comme l'ensemble des locuteurs des parlers bunu font partie de la nationalité yao. Niederer nomme la langue « chángpáoyáo », transcription du nom chinois (长袍瑶) donné à ce groupe qui signifie « Yao aux longues robes ».

## Phonologie
Les tableaux présentent les phonèmes vocaliques et consonantiques du dongmeng. Le système présenté par Niederer (2002) est différent puisqu'il comprend des séries d'occlusives et d'affriquées sonores et deux voyelles [ɤ] et [ɯ] au lieu de [ə].

### Voyelles
|         | Antérieure | Centrale | Postérieure |
| ------- | ---------- | -------- | ----------- |
| Fermée  | i [i]      |          | u [u]       |
| Moyenne | e [e]      | ə [ə]    | o [o]       |
| Ouverte | a [a]      |          |             |

### Diphtongues
Les diphtongues du dongmeng sont: [ei], [ai], [au], [ou], [əu], [ua], [ue] et [ui]. S'y ajoute une triphtongue [uai]. Les autres rimes se terminent par les consonnes [n], [m], [ŋ], [t] et [k].

### Consonnes
|               |                | Bilabiales | Alvéolaires | Alvéolaires | Alv.-pal.   | Dorsales | Dorsales  | Glottales |
| ------------- | -------------- | ---------- | ----------- | ----------- | ----------- | -------- | --------- | --------- |
| Centrales     | Latérales      | Bilabiales | Palatales   | Vélaires    | Alv.-pal.   |          |           | Glottales |
| Occlusives    | Sourdes        | p [p]      | t [t]       |             |             | c [c]    | k [k]     |           |
| Occlusives    | Aspirées       | ph [pʰ]    | th [tʰ]     |             |             | ch [cʰ]  | kh [kʰ]   |           |
| Occlusives    | Asp. palat.    | phj [pʰʲ]  |             |             |             |          |           |           |
| Occlusives    | Palatales      | pj [pʲ]    | tj [tʲ]     |             |             |          |           |           |
| Occlusives    | Prénasal.      | mp [m͡p]    | nt [n͡t]     |             |             |          | ŋk [ŋ͡k]   |           |
| Occlusives    | Aspirées       | mph [m͡pʰ]  | nth [n͡tʰ]   |             |             |          | ŋkh [ŋ͡kʰ] |           |
| Occlusives    | Palatales      | mpj [m͡pʲ]  | ntj [n͡tʲ]   |             |             |          |           |           |
| Occlusives    | Asp. palat.    |            | nthj [n͡tʰʲ] |             |             |          |           |           |
| Occlusives    | Latérales      |            | tl [tl]     |             |             |          |           |           |
| Occlusives    | Aspirées       |            | tlh [tlʰ]   |             |             |          |           |           |
| Occlusives    | Prénasal.      |            | ntl [n͡tl]   |             |             |          |           |           |
| Fricatives    | sourdes        | f [f]      | s [s]       |             | ɕ [ɕ]       |          |           | h [h]     |
| Fricatives    | Aspirées       |            | sh [sʰ]     |             |             |          |           |           |
| Fricatives    | Sonores        | v [v]      |             |             | ʑ [ʑ]       | ʝ [ʝ]    |           |           |
| Fricatives    | Dévoisées      |            |             |             | ʑ̥ [ʑ̥]       |          |           |           |
| Affriquées    | Sourdes        |            | ts [t͡s]     |             | tɕ [t͡ɕ]     |          |           |           |
| Affriquées    | Aspirées       |            | tsh [t͡sʰ]   |             | tɕh [t͡ɕʰ]   |          |           |           |
| Affriquées    | Prénasal.      |            | nts [n͡t͡s]   |             | ntɕ [n͡t͡ɕ]   |          |           |           |
| Affriquées    | Aspirées       |            | ntsh [n͡t͡sʰ] |             | ntɕh [n͡t͡ɕʰ] |          |           |           |
| Liquides      | Sonores        |            |             | l [l]       |             |          |           |           |
| Liquides      | Palatales      |            |             | lj [lʲ]     |             |          |           |           |
| Liquides      | Dévoisées      |            |             | l̥ [l̥]       |             |          |           |           |
| Liquides      | Palatales      |            |             | l̥j [l̥ʲ]     |             |          |           |           |
| Nasales       | Sonores        | m [m]      | n [n]       |             | ȵ [ȵ]       |          | ŋ [ŋ]     |           |
| Nasales       | Dévoisées      | m̥ [m̥]      | n̥ [n̥]       |             | ȵ̥ [ȵ̥]       |          |           |           |
| Nasales       | Palatales      | mj [mʲ]    |             |             |             |          |           |           |
| Nasales       | Pal. dévoisées |            | n̥j [n̥ʲ]     |             |             |          |           |           |
| Semi-voyelles | Semi-voyelles  | w [w]      |             |             |             | j [ j]   |           |           |

### Tons
Le dongmeng est une langue à tons qui possède neuf tons. Les différences entre l'analyse de Meng (M) et celle de Niederer (N) sont présentées.
| Ton | Valeur (M) | Exemple (M) | Traduction       | Valeur (N) | Exemple (N) | Traduction      |
| --- | ---------- | ----------- | ---------------- | ---------- | ----------- | --------------- |
| 1   | 453        | n̥eŋ1        | un jour          | 55         | tl̥u1        | petit-fils      |
| 2   | 54         | nu2         | être humain      | 35         | paj2        | fleur           |
| 3   | 33         | tla3        | chien            | 33         | tla3        | chien           |
| 3'  | 13         | haŋ3'       | rivière          | 113        | n̥ɤɯ3'       | intestin        |
| 4   | 22         | ntju6tu4    | flambeau, torche | 11         | kɤ mɤŋ4     | mouche          |
| 5   | 42         | jeŋ5        | voler, en l'air  | 52         | jeŋ5        | voler, en l'air |
| 6   | 21         | ɕəŋ6        | sept             | 42         | ɕɤŋ6        | sept            |
| 7   | 43         | mpha7       | fille            | 45         | sak7        | couleur         |
| 8   | 231        | ju8         | huit             | 232        | lɤɯ8        | teindre         |